# Achille Manara

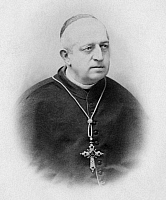
Achille Kardinal Manara (Ende 19. Jh.)

Achille Kardinal Manara (* 20. November 1827 in Bologna; † 15. Februar 1906 in Ancona) war Erzbischof von Ancona e Numana.

## Leben
Achille Manara studierte Theologie an der Universität von Bologna und promovierte im Juli 1851. Bereits am 25. Mai 1850 hatte er die Priesterweihe empfangen. Ab 1853 war er Kaplan am Großen Krankenhaus der Stadt, später war er als Richter für kirchliche Angelegenheiten tätig. Manara wurde zudem der Titel eines Päpstlichen Ehrenkaplans verliehen.
Papst Leo XIII. ernannte ihn am 12. Mai 1879 zum Bischof von Ancona e Numana. Die Bischofsweihe spendete ihm am 22. Mai desselben Jahres Kardinalvikar Raffaele Monaco La Valletta. Mitkonsekratoren waren Giulio Lenti, Weihbischof im Bistum Rom, sowie Placido Maria Schiaffino, Präsident der Päpstlichen Diplomatenakademie. Am 29. November 1895 nahm ihn Leo XIII. als Kardinalpriester von San Pancrazio ins Kardinalskollegium auf. Bis zur Kardinalskreierung Edoardo Menichellis im Jahr 2015 war er der letzte (Erz-)Bischof von Ancona, der Kardinal wurde. Nach dem Tod Leos XIII. nahm er am Konklave 1903 teil.
Papst Pius X. erhob das Bistum Ancona am 14. September 1904 zum Erzbistum, womit Kardinal Manara erster Erzbischof von Ancona e Numana wurde. Er starb im Februar 1906 und wurde auf dem Stadtfriedhof von Ancona beigesetzt.